# Greytown (Nueva Zelanda)
Greytown (Maorí: Te Hupenui), población 2,202 (en el censo de 2013 ), es una ciudad rural en el corazón de la región de Wairarapa en Nueva Zelanda, en la parte baja de la Isla Norte. Está a 80 km al noreste de Wellington y 25 kilómetros al suroeste de Masterton, en la carretera estatal 2 . Se le otorgó el título de Pueblo pequeño más hermosa de Nueva Zelanda 2017 (localidades con una población menor que 5,000).

## Historia y cultura

### Asentamiento europeo
Greytown se estableció por primera vez el 27 de marzo de 1854 bajo el Esquema de Asentamiento de la Asociación de Pequeñas Granjas (Inglés: Small Farms Association Settlement Scheme) y recibió su nombre del gobernador general Sir George Gray, quien organizó la compra de la tierra de los maoríes locales. Se convirtió en una ciudad en 1878 y en una sala del Consejo del Distrito del Sur de Wairarapa en 1989. 
La primera celebración del Día del Árbol en Nueva Zelanda se celebró en Greytown el 3 de julio de 1890. La Sociedad de Embellecimiento de Greytown (Greytown Beautification Society) ha hecho mucho por mantener vivo al espíritu durante muchos años, especialmente Stella Bull Park y el banco en el parque dedicado a ella, que dice: "Solo Dios puede hacer un árbol" ("Only God can make a Tree"). La ciudad tiene muchos árboles hermosos y se mantiene un registro para ayudar a protegerlos. El Grupo Asesor de Árboles de la Junta de la Comunidad de Greytown trabaja activamente para preservar los árboles y el registro histórico de árboles está en proceso de actualización en colaboración con la Junta de la Comunidad de Greytown y el Consejo del Distrito de South Wairarapa. 
En la década de 1870, cuando el Departamento de Obras Públicas anunció planes de que el ferrocarril de la línea Wairarapa entre Featherston y Masterton no iba a pasar por Greytown, las protestas locales lograron la aprobación de un ramal de la línea Wairarapa en Woodside, que abrió el 14 de mayo de 1880. Durante unos meses, Greytown fue el término de la línea Wairarapa antes de que se abriera la extensión de Woodside a Masterton, pero una vez que fue relegada al estado de línea secundaria fue una de las líneas ferroviarias más tranquilas del país. Cerró el 24 de diciembre de 1953, y al momento del cierre sus ingresos eran solo una décima parte de sus costos operativos. Los pasajeros de Greytown ahora son atendidos por la estación de tren Woodside en la línea Wairarapa.

### Parlamento Marae y Maorí

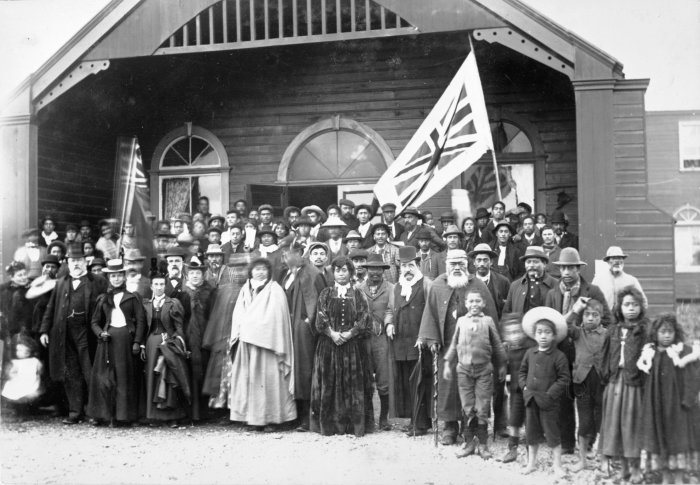
La apertura del Parlamento maorí en Pāpāwai, 1897, a la que asistió el primer ministro Richard John Seddon.

Pāpāwai Marae se encuentra al este de Greytown. Está afiliado con el hapū Ngāti Kahungunu, Ngāti Kahukuranui o Kahungunu Kauiti, Ngāti Meroiti y Ngāti Moe, y el hapū Rangitāne de Ngāti Meroiti, Ngāti Moe, Ngāti Tauiao y Ngāti Tūkoko.
La casa de reunión del marae, llamada Hikurangi, data de 1888 y es única en el sentido de que los magníficos antepasados tallados que rodean el pā se enfrentan hacia adentro. A finales del siglo XIX, el Wharenui era un sitio importante de Te Kotahitanga, el movimiento del parlamentario maorí. En la década de 1890, las sesiones se llevaron a cabo en Pāpāwai, y se informaron en Huia Tangata Kotahi, un periódico en idioma maorí publicado por Īhāia Hūtana de 1893 a 1895. Se construyó un gran edificio en Pāpāwai para albergar el parlamento, utilizado para las sesiones en 1897 y 1898. El parlamento aprobó una resolución para poner fin a la venta de tierras maoríes y recibió la visita del gobernador general Lord Ranfurly y del primer ministro Richard Seddon . Desde la década de 1910, Pāpāwai cayó en mal estado, y poco se hizo hasta la década de 1960, cuando se realizaron trabajos de conservación en las figuras talladas. A fines de la década de 1980, el marae fue completamente restaurado y nuevamente está en pleno uso por la comunidad.
El nombre maorí para Greytown es Te Hupenui, cuya traducción literal es "el gran moco", mejor traducido como "el fluido que sale de la nariz en un tangi o funeral".

## Imagen y arquitectura.

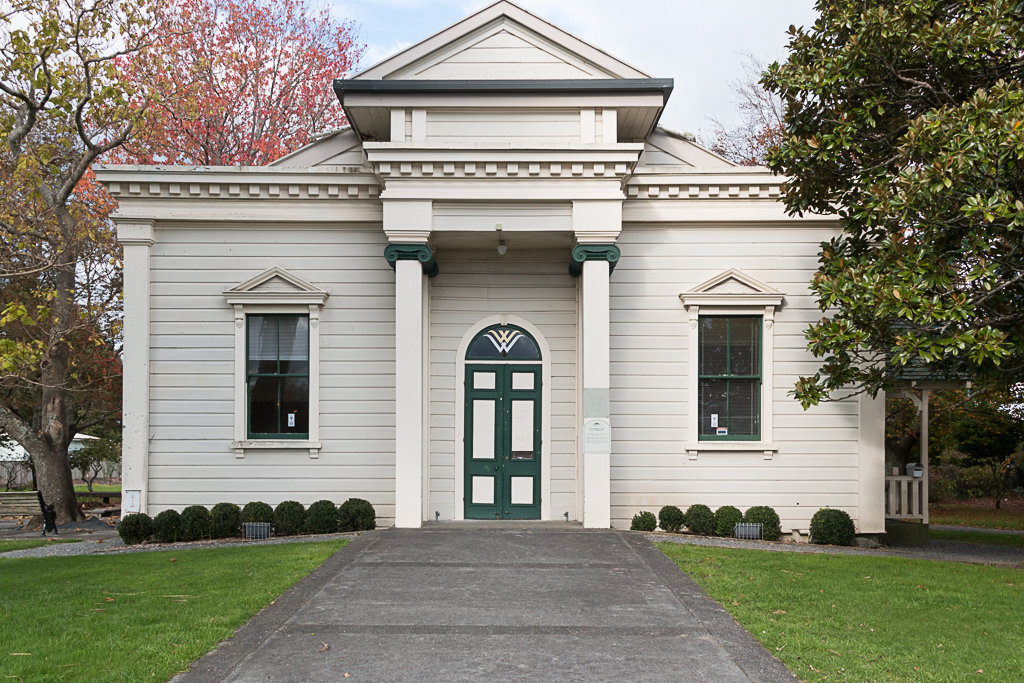
Primer salón masónico

La población de la ciudad es orgullosa de su historia, afirmando tener la calle principal más completa con arquitectura victoriana en el país, y de ser la primera ciudad interior planificada. Ha jugado con estos atributos, creando un renacimiento basado en gran medida en su arquitectura. Minoristas como el carnicero han cambiado su fachada de la calle de la década de 1970 a una más victoriana. La ciudad reconoce que los edificios deben mantenerse para mantener el encanto de la ciudad y en 2016-2017 se restauraron y pintaron seis edificios importantes. Esto formó parte de la entrada de Greytown para ser el pequeño pueblo más hermoso de Nueva Zelanda. 
El Cobblestones Museum, un museo de historia regional, en 167 Main Street, contiene seis edificios de categoría II del Historic Places Trust. En 2014 abrió un nuevo edificio de exhibición que muestra la historia de Greytown y Wairarapa. Se ha embarcado en un ambicioso plan para restaurar todos los edificios enumerados en los planes de conservación y ahora se ubica como lo mejor para ver en Greytown en TripAdvisor.
Los edificios patrimoniales son registrados por el Greytown Heritage Trust. El Greytown Heritage Trust se formó con el objetivo principal de alentar y facilitar la preservación de los edificios históricos en Greytown y sus alrededores, con especial atención al Recinto del Patrimonio Histórico de Greytown como se define en el Plan de Distrito Combinado de Wairarapa. El Greytown Hotel afirma ser uno de los hoteles más antiguos de Nueva Zelanda.
Greytown se comercializó como "El frutero de Wairarapa" cuando la fruta se cultivaba en el oeste de la ciudad con huertos como Westhaven y Pinehaven. 
La familia Kidds llegaron a Greytown en 1906 desde Wanganui, donde se habían dedicado al cultivo de frutas. En 1910 compraron una granja de veinte acres en Udy Street, que él plantó con una mezcla de frutas suaves (grosellas negras y grosellas) y manzanos. Mejoraron el huerto, su principal objetivo en la vida, experimentando continuamente con la propagación de nuevas variedades de manzanas. Sus experimentos con la polinización cruzada resultaron en la fijación de varias variedades comerciales, las más notables son Kidd's Orange Red, Freyburg y Gala que se cultiva en todo el mundo.[cita requerida]

## Turismo
Greytown es un destino popular de fin de semana y vacaciones. La calle principal tiene una serie de boutiques, tiendas de antigüedades y cafeterías. El campamento oficial al lado del parque conmemorativo de los soldados es muy popular durante los fines de semana largos y días festivos. Nadar es gratis en el Greytown Memorial Park, que sigue siendo un monumento a los hombres de Greytown que dieron sus vidas en las dos guerras mundiales. Dentro del parque hay 117 tilos, plantados en 1922 para conmemorar a los 117 soldados de la comunidad que murieron en la Primera Guerra Mundial. Con el ciclismo cada vez más popular, el Woodside Rail Trail es un lugar habitual para los visitantes. Los 5   km de sendero ferroviario serpentea a través de tranquilas tierras de cultivo, plantaciones nativas y árboles patrimoniales hasta Woodside Station, con excelentes vistas de las cordilleras Tararua 
La ciudad está unida a Wellington y Masterton por tren y la carretera estatal de Nueva Zelanda 2, esta última a través de una ruta panorámica de montaña que alcanza su punto máximo en la cumbre de Rimutaka . 

## Educación
Greytown tiene dos escuelas: 
- Greytown School es una escuela primaria estatal completa (año 1–8) con 347 estudiantes a partir de March 2019.  Fue establecida en 1857.
- Kuranui College es una escuela secundaria estatal (año 9-13) con 469 estudiantes a partir de March 2019.  Fue establecida en 1960, reemplazando las escuelas secundarias del distrito en Carterton, Greytown, Featherston y Martinborough.

## Deporte
El club de rugby Greytown, establecido en 1877, es uno de los más antiguos del país. 
El Greytown Cricket Club es el segundo club de cricket más antiguo, establecido en 1867, 10 años antes de que comenzara el cricket de prueba. Ha sido la potencia de la competencia de Wairarapa, con los tres equipos Sénior ganando sus competencias en la temporada 2005-2006, y casi repitiendo la hazaña (dos de tres) en 2006-2007. El Greytown Cricket Club celebró su 150 aniversario en 2017. 
Hay más de 30 clubes deportivos en Greytown que están bajo el paraguas de Greytown Community Sport and Leisure Society, una organización de voluntarios. 
El Wellington Gliding Club opera desde el Greytown Soaring Center en Papawai, aproximadamente a 4 km al este de Greytown en Tilsons Road.